# Przejście graniczne Złoty Stok-Bílá Voda
Przejście graniczne Złoty Stok-Bílá Voda – polsko-czeskie przejście graniczne małego ruchu granicznego i na szlaku turystycznym położone w województwie dolnośląskim, w powiecie ząbkowickim, gminie Złoty Stok, w miejscowości Złoty Stok, zlikwidowane w 2007.

## Opis
Przejście graniczne turystyczne Złoty Stok-Bílá Voda w rejonie znaku granicznego nr II/202, zostało utworzone 20 sierpnia 2007. Czynne było cały rok w godz. 6.00–22.00. Dopuszczony był ruch pieszych i rowerzystów.
Przejście graniczne małego ruchu granicznego Złoty Stok-Bílá Voda utworzono 19 lutego 1996. Czynne było cały rok w godz. 6.00–22.00. Dopuszczony był ruch pieszych, rowerzystów, motorowerów o pojemności skokowej silnika do 50 cm³ i transportem rolniczym.
W obu przejściach granicznych organy Straży Granicznej wykonywały odprawę graniczną i celną. Kontrolę graniczną i celną osób, towarów oraz środków transportu wykonywała Strażnica SG w Złotym Stoku, a następnie Placówka Straży Granicznej w Złotym Stoku.
Do przejść granicznych po polskiej stronie można było dojechać drogą krajową nr 46 i w miejscowości Złoty Stok należało kierować się do granicy państwowej z Republiką Czeską.
Przejścia graniczne funkcjonowały do 21 grudnia 2007, kiedy to na mocy Układu z Schengen zostały zlikwidowane.
Do przekraczania granicy państwowej z Republiką Czeską uprawnieni byli obywatele następujących państw:

1. Republika Austrii
2. Królestwo Belgii
3. Republika Grecji
4. Królestwo Danii
5. Republika Estonii
6. Republika Finlandii
7. Republika Francuska
8. Królestwo Hiszpanii
9. Królestwo Niderlandów
10. Państwo Izrael
11. Japonia
12. Republika Irlandii
13. Republika Islandii
14. Kanada
15. Wielkie Księstwo Luksemburga
16. Republika Litewska
17. Republika Łotewska
18. Republika Federalna Niemiec
19. Królestwo Norwegii
20. Republika Portugalska
21. Republika Słowacka
22. Republika Słowenii
23. Stany Zjednoczone Ameryki Północnej
24. Konfederacja Szwajcarska
25. Królestwo Szwecji
26. Republika Węgierska
27. Zjednoczone Królestwo Wielkiej Brytanii i Irlandii Północnej
28. Republika Włoska
29. Republika Cypryjska[7]
30. Księstwo Liechtensteinu[7]
31. Republika Malty[7].

## Galeria

Przejście graniczne Złoty Stok-Bílá Voda
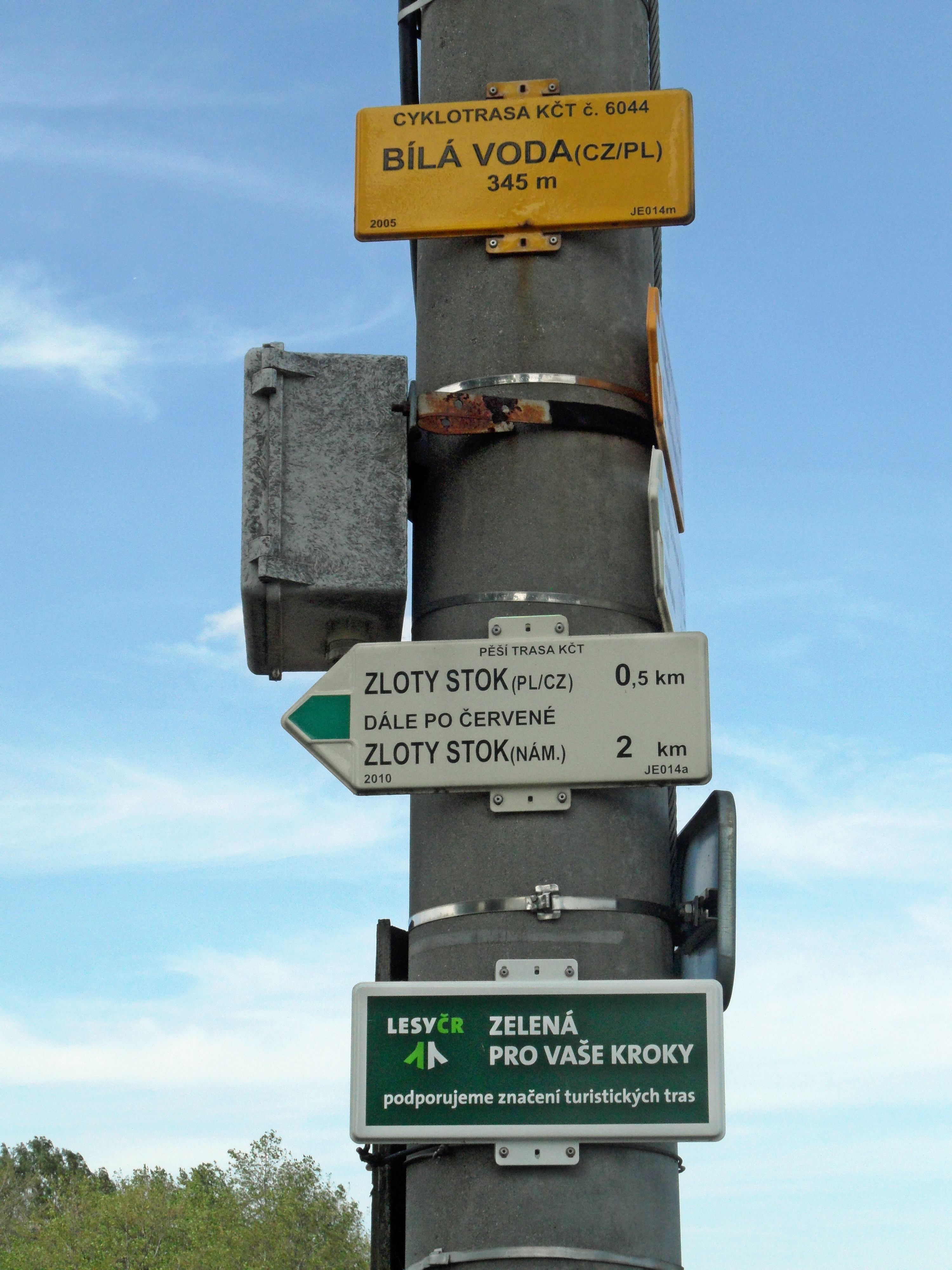
Kierunkowskaz informujący odległość do przejścia granicznego (sierpień 2015)
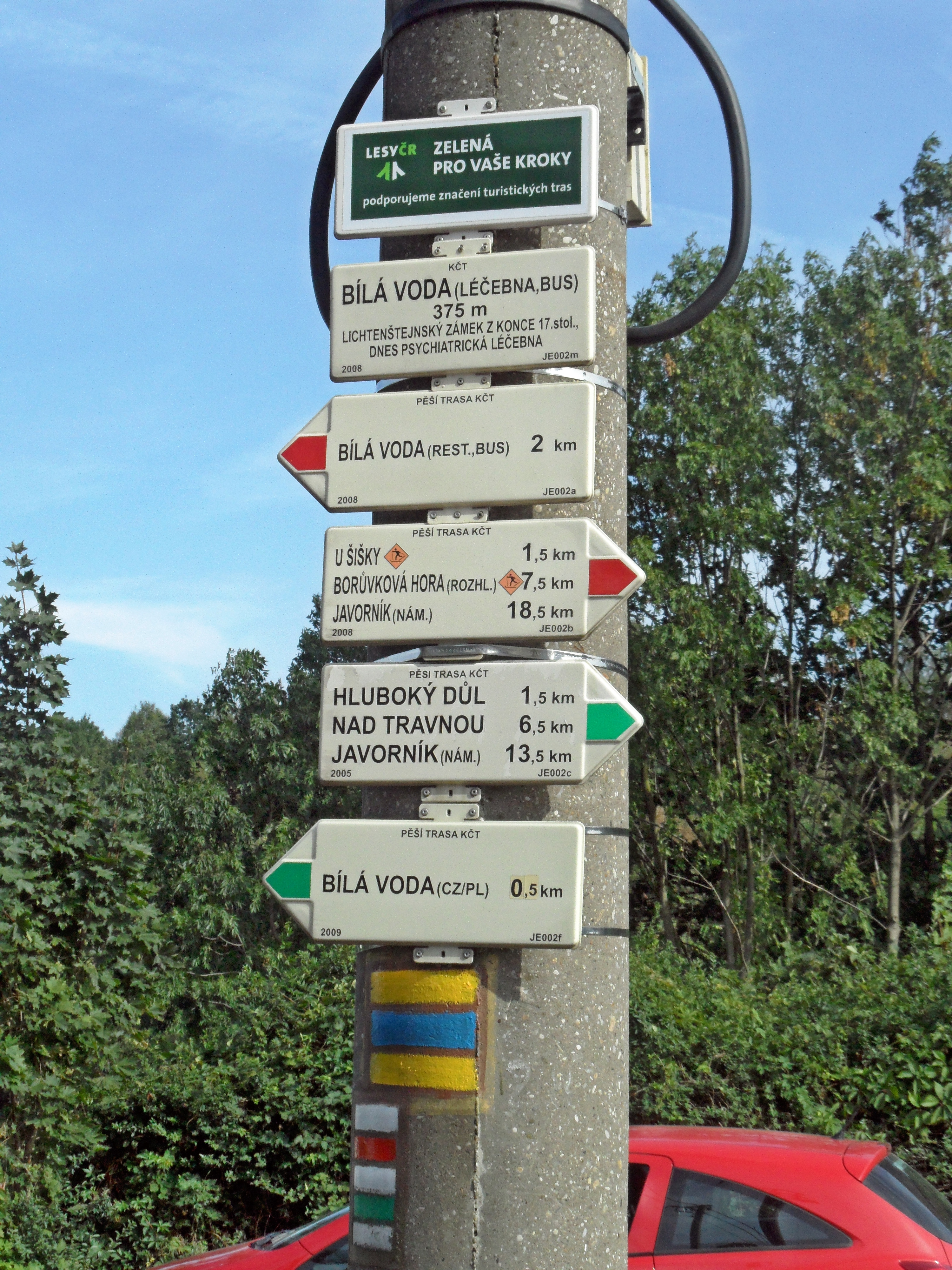
Kierunkowskaz informujący odległość do przejścia granicznego (sierpień 2015)